# 社会主义联盟 (斯里兰卡)
社会主义联盟（英語：Socialist Alliance）是斯里兰卡的一个已不存在的左翼政党联盟（拥有注册政党地位）。该联盟成立于2006年，由5个政党组成：斯里兰卡共产党、民主左翼阵线、兰卡平等社会党、民族解放人民党和斯里兰卡人民党。该联盟的秘书长是拉贾·科罗尔。该联盟是统一人民自由联盟的成员。